# 崔君衍
崔君衍（1942年—），男，祖籍河北宁河，生于天津，中国电影理论家、翻译家，曾任《环球银幕》杂志主编、中国电影出版社总编辑。